# Imperium (luta profissional)
Imperium foi um grupo de luta livre profissional composto por Gunther, Ludwig Kaiser, Giovanni Vinci e Alexander Wolfe.
Antes de se juntarem à WWE, Gunther e Ludwig Kaiser, conhecidos como Walter e Marcel Barthel, trabalharam em várias promoções europeias, incluindo o grupo Ringkampf. Em 2019, assinaram com a WWE, tendo sido designados para a marca NXT UK, onde se juntaram a Giovanni Vinci (Fabian Aichner) da Itália e Alexander Wolfe, da Alemanha, formando o grupo Imperium com o lema "O tapete é sagrado" (alemão: Die Matte ist heilig). Durante o tempo na WWE, Walter teve o mais longevo reinado como campeão do Reino Unido do NXT, enquanto Barthel e Aichner se tornaram duas vezes campeões de duplas do NXT.
Wolfe foi expulso em maio de 2021 e Aichner saiu em abril do ano seguinte. Em abril de 2022, Gunther e Kaiser estrearam no SmackDown, abandonando o nome Imperium, com Gunther conquistando o Campeonato Intercontinental da WWE em junho. Três meses depois, Vinci foi reintroduzido, reunindo o Imperium como um trio. Em 22 de abril de 2024, Vinci foi expulso do grupo após a derrota para o New Day. O Imperium se desfez silenciosamente no final de 2024.

## Início
De 2016 a 2019, Walter e Barthel (então conhecido como Axel Dieter Jr.) eram membros de um grupo chamado Ringkampf ao lado de Timothy Thatcher e Christian Michael Jakobi, no qual trabalharam em várias promoções europeias.
A primeira luta de Ringkampf ocorreu em 23 de setembro de 2016, quando Axel Dieter Jr. se uniu a Walter e Thatcher para derrotar Da Mack, Francis Kaspin e John Klinger em uma luta de duplas no wXw Shotgun Live Tour em Ludwigshafen. Ringkampf também lutou pela Progress Wrestling. No Capítulo 47, Ringkampf (Walter, Dieter e Thatcher) desafiou o British Strong Style (Pete Dunne, Trent Seven e Tyler Bate) por todos os seus campeonatos, em uma luta de duplas de seis homens, mas eles não tiveram sucesso. Em outubro de 2020, Walter anunciou que fecharia a Ringkampf, já que ele, Wolfe e Barthel não trabalhariam para a wXw.

## História

### WWE

#### NXT UK e NXT (2019–2022)
No episódio de 22 de maio de 2019 do NXT UK, Walter venceu uma revanche pelo Campeonato do Reino Unido contra Dunne, após interferência da União Europeia (Fabian Aichner e Marcel Barthel), estabelecendo-se assim como um heel. Eles formariam uma facção sob o nome de Imperium. A facção mais tarde se juntaria a Alexander Wolfe, depois que ele interferiu em uma partida entre Imperium e British Strong Style. No episódio de 26 de junho do NXT UK, Walter manteve seu título contra Travis Banks. No episódio de 3 de julho do NXT UK, Imperium interferiu na luta pelo título de Mustache Mountain contra Grizzled Young Veterans, fazendo com que Grizzled Young Veterans retivesse seus títulos. Após a partida, eles machucaram Tyler Bate. Em 31 de agosto no NXT UK TakeOver: Cardiff, Walter manteve seu título contra Bate.
Na preparação para o pay-per-view entre NXT UK e NXT, Worlds Collide, Imperium começou uma rivalidade com The Undisputed Era (Campeão do NXT Adam Cole, Roderick Strong e os Campeões de Duplas do NXT Bobby Fish e Kyle O 'Reilly), e durante os momentos finais do NXT UK TakeOver: Blackpool II em 12 de janeiro de 2020, o grupo atacou Imperium após a defesa de título bem-sucedida de Walter contra Joe Coffey, intensificando-o ainda mais. Na semana seguinte, o Campeonato do Reino Unido da WWE foi renomeado para Campeonato do Reino Unido do NXT e Walter foi apresentado com um design de cinto ligeiramente atualizado, com o logotipo da WWE no centro sendo substituído pelo logotipo do NXT UK. Em 13 de maio de 2020, Barthel e Aichner derrotaram Matt Riddle e Timothy Thatcher (um substituto de Pete Dunne) para ganhar o Campeonato de Duplas do NXT depois que Thatcher abandonou Riddle. A dupla perdeu os títulos para Breezango (Fandango & Tyler Breeze) no episódio de 26 de agosto do NXT. No episódio de 29 de outubro do NXT UK, Walter manteve o Campeonato do Reino Unido em uma luta contra Ilja Dragunov em outra luta altamente aclamada.
Em 19 de fevereiro de 2021, Walter se tornou o Campeão do NXT Reino Unido com mais tempo de reinado, quebrando o recorde de Pete Dunne de 685 dias, tornando Walter o campeão com o reinado mais longo da história da WWE desde 1988. No episódio de 18 de maio do NXT, depois que Wolfe foi derrotado por Killian Dain, ele foi atacado por Aichner e Barthel, expulsando-o da facção. Isso foi feito para descartá-lo da televisão, pois o contrato de Wolfe com a WWE expiraria em junho seguinte; ele foi posteriormente entre o grupo de talentos do NXT liberados de seus contratos no dia seguinte. No NXT TakeOver 36, Walter perdeu o Campeonato do Reino Unido para Dragunov em uma revanche encerrando seu reinado histórico em 870 dias. No NXT: Halloween Havoc, Aichner e Berthel recuperaram o Campeonato de Duplas do NXT ao derrotar MSK. Mais tarde, eles perderam os títulos de volta para o MSK no Stand & Deliver no ano seguinte, em uma luta triple threat que também envolveu The Creed Brothers. Sua última aparição no NXT foi no episódio de 5 de abril do NXT, quando Aichner e Barthel enfrentaram os irmãos Creed em um esforço perdido, com Aichner saindo da luta e Gunther enfrentando o Campeão do NXT Bron Breakker em um esforço perdido.

#### Plantel principal (2022–2025)
Em 8 de abril de 2022, Gunther e Barthel (agora Ludwig Kaiser) estrearam no SmackDown pela primeira vez com Gunther derrotando Joe Alonzo em sua primeira partida; enquanto sua associação foi mantida, o nome Imperium foi retirado. No episódio de 27 de maio do SmackDown, Gunther e Kaiser fizeram sua estreia como uma dupla contra Drew Gulak e Ricochet, com Kaiser fazendo o pin em Gulak para a vitória. No episódio de 10 de junho do SmackDown, Gunther derrotou Ricochet para ganhar o Campeonato Intercontinental, fazendo dele o primeiro austríaco a ganhar o título. Antes da defesa do título de Gunther no Clash at the Castle, Kaiser anunciou o retorno do Imperium ao reintroduzir Aichner, agora conhecido como Giovanni Vinci. Gunther posteriormente derrotou Sheamus para manter o Campeonato Intercontinental. Após isso, o Imperium se envolveu em uma rivalidade com o grupo de Sheamus, The Brawling Brutes. No Extreme Rules, em 8 de outubro, o Imperium perdeu para The Brawling Brutes em uma luta de trios, chamada Good Old Fashioned Donnybrook. Na Noite 2 da WrestleMania 39, Gunther defendeu com sucesso o Campeonato Intercontinental contra Sheamus e Drew McIntyre em uma luta triple threat.
Como parte do Draft da WWE de 2023, o Imperium foi selecionado para a marca Raw, marcando seu retorno desde a última aparição durante a invasão do NXT ao Raw em 11 de novembro de 2019.
Em 6 de abril de 2024, Gunther perdeu o título para Sami Zayn na Noite 1 da WrestleMania XL, encerrando seu reinado recorde de 666 dias como campeão Intercontinental, tornando-se o lutador da WWE com o maior tempo combinado de reinados com o Campeonato Intercontinental (superando o recorde anterior de Pedro Morales, que tinha 617 dias em dois reinados). No episódio de 22 de abril de 2024 do Raw, após Vinci e Kaiser perderem para o New Day, Kaiser atacou Vinci, expulsando-o do Imperium. A expulsão de Vinci foi confirmada uma semana depois, quando ele foi escolhido para a marca SmackDown durante a Noite 2 do Draft da WWE de 2024, e foi demitido da WWE em 8 de fevereiro de 2025. Gunther e Kaiser fizeram sua última aparição nos bastidores no episódio de 23 de dezembro do Raw. Após isso, todos os membros começaram a focar em suas respectivas carreiras individuais; embora nenhum anúncio tenha sido feito sobre o estado e o futuro do Imperium, isso resultou ativamente na dissolução do grupo.

## Membros

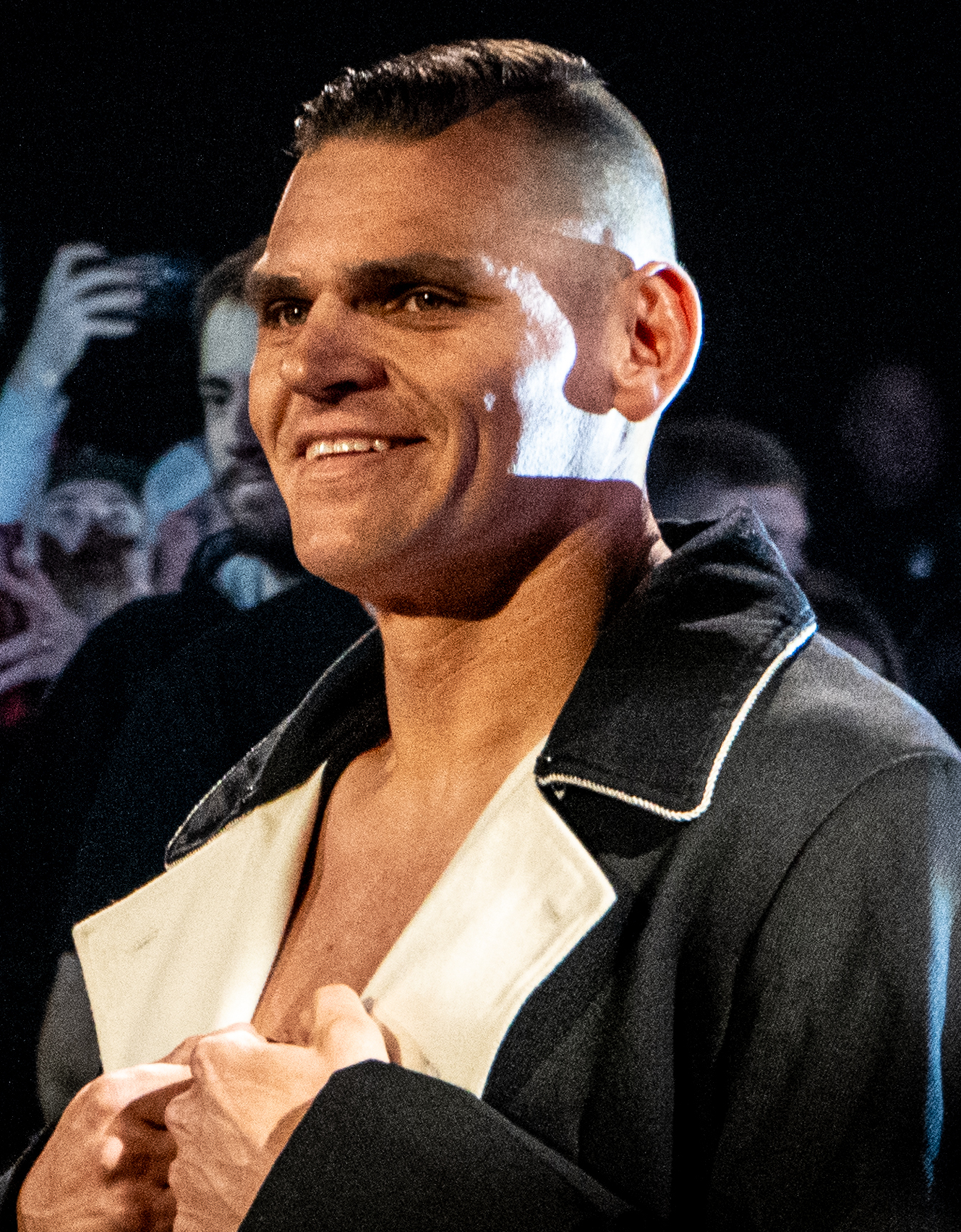
Walter/Gunther
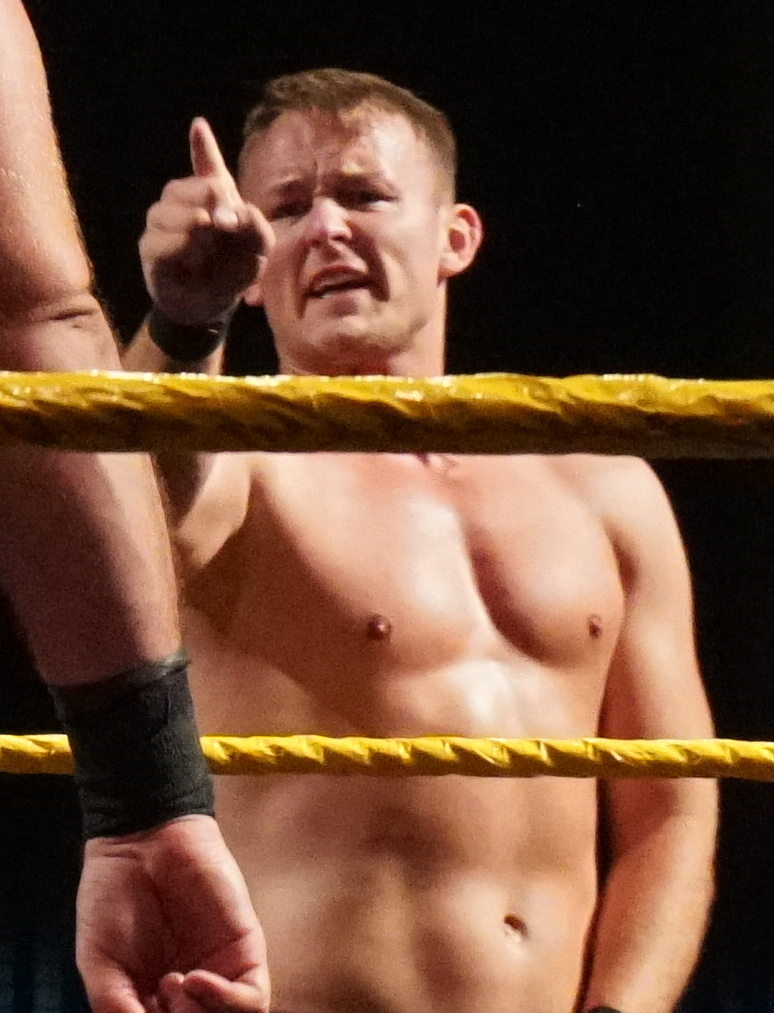
Marcel Barthel/Ludwig Kaiser
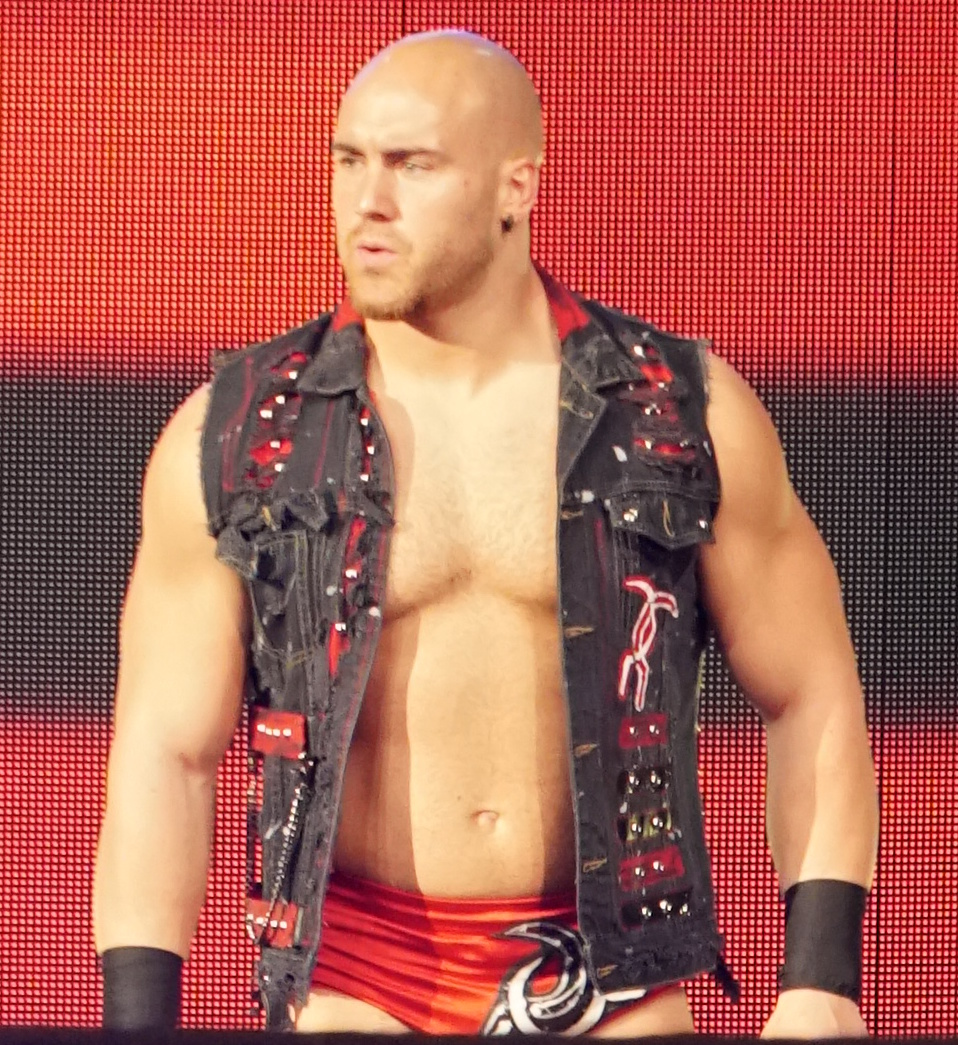
Fabian Aichner/Giovanni Vinci
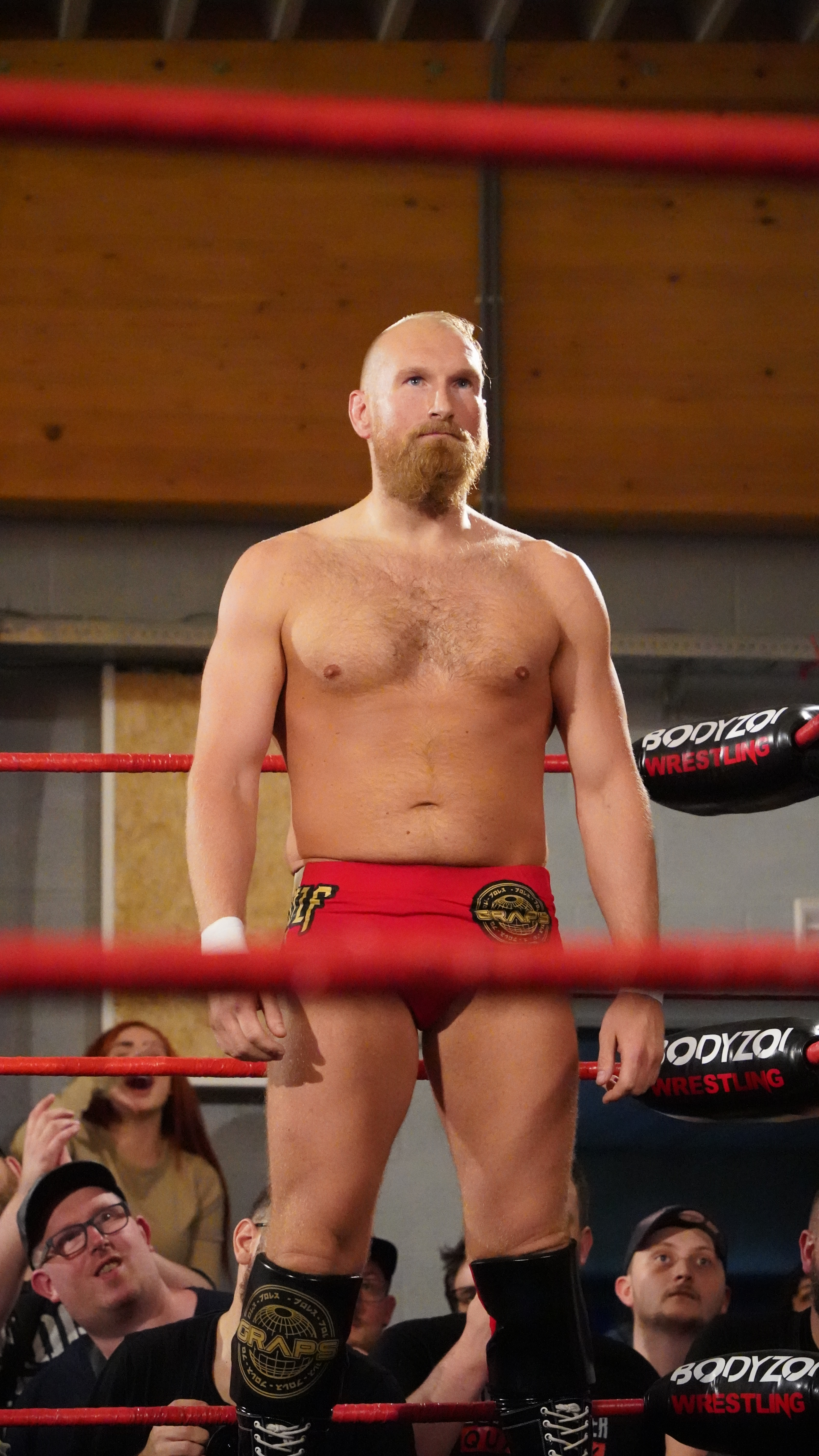
Alexander Wolfe

| L | Líder              |
| * | Membros fundadores |

| Membros                         | Entrada              | Saída                  |
| ------------------------------- | -------------------- | ---------------------- |
| Walter / Gunther (L)            | 22 de maio de 2019 * | 23 de dezembro de 2024 |
| Marcel Barthel / Ludwig Kaiser  | 22 de maio de 2019 * | 23 de dezembro de 2024 |
| Fabian Aichner / Giovanni Vinci | 22 de maio de 2019*  | 22 de abril de 2024    |
| Alexander Wolfe                 | 12 de junho de 2019  | 18 de maio de 2021     |

## Títulos e prêmios
- Pro Wrestling Illustrated
  - PWI colocou Gunther na #4ª posição dos 500 melhores lutadores individuais no PWI 500 em 2023[32]
  - PWI colocou Wolfe na #215ª posição dos 500 melhores lutadores individuais no PWI 500 em 2019[33]
  - PWI colocou Barthel na #216ª posição dos 500 melhores lutadores individuais no PWI 500 em 2024[34]
  - PWI colocou Aichner na #238ª posição dos 500 melhores lutadores individuais no PWI 500 em 2020[35]
- Progress Wrestling
  - Campeonato Mundial da Progress (1 vez) – Walter
  - Campeonato Atlas da Progress (1 vez) – Walter
- Westside Xtreme Wrestling
  - wXw Shotgun Championship (1 vez) – Wolfe
- WWE
  - Campeonato Mundial de Pesos Pesados (1 vez) – Gunther
  - Campeonato Intercontinental da WWE (1 vez) – Gunther
  - Campeonato do Reino Unido do NXT[b] (1 vez) – Walter[36]
  - Campeonato de Duplas do NXT (2 vezes) – Barthel e Aichner[37]
  - King of the Ring (2024) – Gunther
- Wrestling Observer Newsletter
  - MVP da Europa (2019, 2020) – Walter[38][39]